# Bénestroff
Bénestroff [benɛstʁɔf] est une commune française située dans le département de la Moselle, en région Grand Est.

## Géographie
Bénestroff se trouve en Moselle, à proximité de Dieuze, dans le Saulnois.

### Accès
|                    | Virming      |                         |
| Rodalbe            | Bénestroff   | Vahl-lès-Bénestroff     |
| Lidrezing Guébling | Bourgaltroff | Marimont-lès-Bénestroff |

### Hydrographie
La commune est située dans le bassin versant du Rhin au sein du bassin Rhin-Meuse. Elle est drainée par l'Albe, le ruisseau le Brouque, le ruisseau de l'Étang de Devant et le ruisseau des Etangs Benestroff.
L'Albe, d'une longueur totale de 33,3 km, prend sa source dans la commune de Rodalbe et se jette  dans la Sarre à Sarralbe, après avoir traversé douze communes.

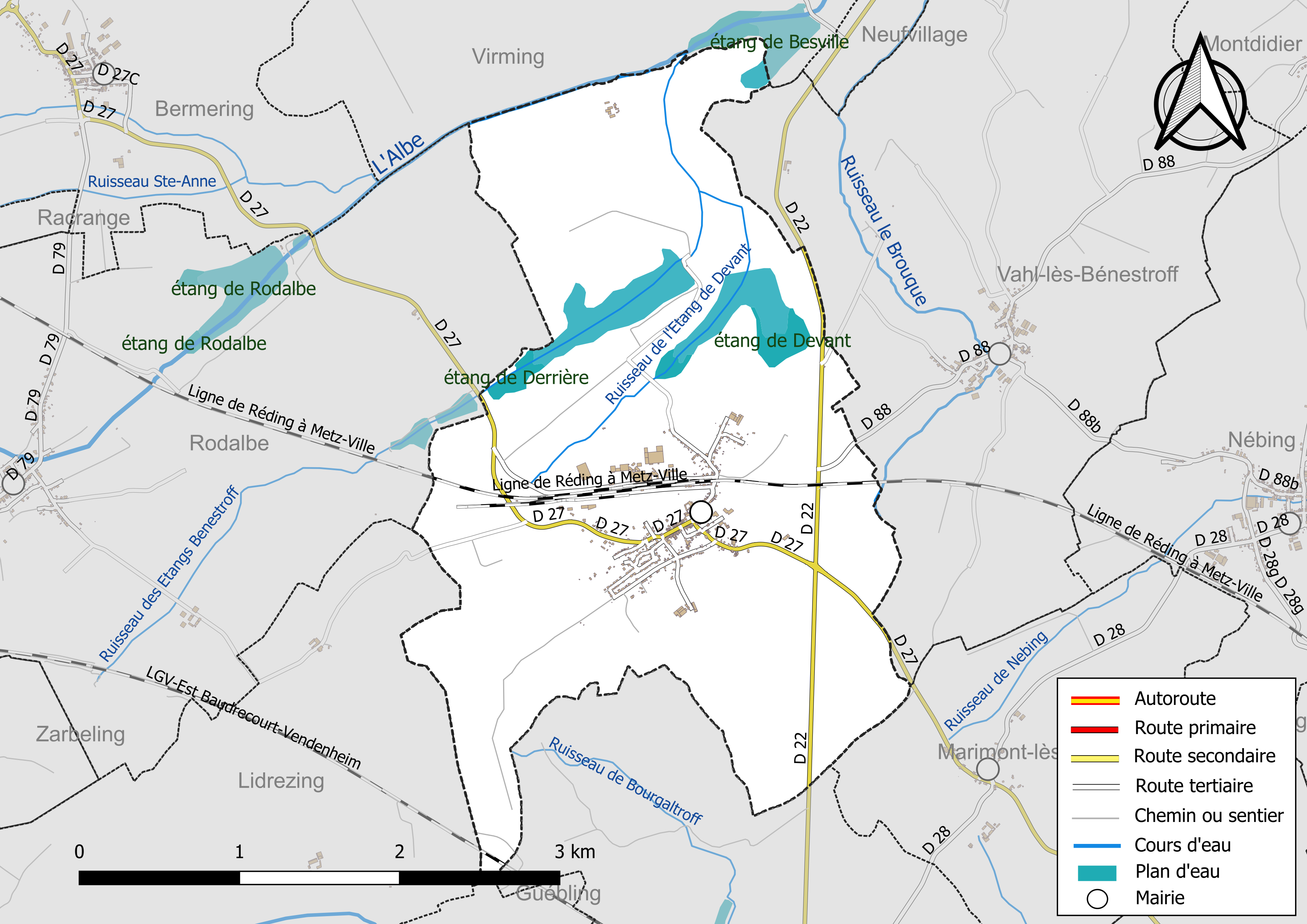
Réseaux hydrographique et routier de Bénestroff.

La qualité des eaux des principaux cours d’eau de la commune, notamment de l'Albe, peut être consultée sur un site spécial géré par les agences de l’eau et l’Agence française pour la biodiversité.

### Climat
Pour des articles plus généraux, voir Climat du Grand Est et Climat de la Moselle.
En 2010, le climat de la commune est de type climat des marges montargnardes, selon une étude du Centre national de la recherche scientifique s'appuyant sur une série de données couvrant la période 1971-2000. En 2020, Météo-France publie une typologie des climats de la France métropolitaine dans laquelle la commune est exposée à un climat semi-continental et est dans la région climatique  Lorraine, plateau de Langres, Morvan, caractérisée par un hiver rude (1,5 °C), des vents modérés et des brouillards fréquents en automne et hiver. 
Pour la période 1971-2000, la température annuelle moyenne est de 9,9 °C, avec une amplitude thermique annuelle de 16,9 °C. Le cumul annuel moyen de précipitations est de 921 mm, avec 11,8 jours de précipitations en janvier et 9,4 jours en juillet. Pour la période 1991-2020, la température moyenne annuelle observée sur la station météorologique de Météo-France la plus proche, « Rodalbe », sur la commune de Rodalbe à 4 km à vol d'oiseau, est de 10,6 °C et le cumul annuel moyen de précipitations est de 737,2 mm. 
La température maximale relevée sur cette station est de 38,7 °C, atteinte le 24 juillet 2019 ; la température minimale est de −18,1 °C, atteinte le 26 décembre 2010,,. 
Les paramètres climatiques de la commune ont été estimés pour le milieu du siècle (2041-2070) selon différents scénarios d'émission de gaz à effet de serre à partir des nouvelles projections climatiques de référence DRIAS-2020. Ils sont consultables sur un site spécial publié par Météo-France en novembre 2022.

## Urbanisme

### Typologie
Au 1er janvier 2024, Bénestroff est catégorisée commune rurale à habitat dispersé, selon la nouvelle grille communale de densité à sept niveaux définie par l'Insee en 2022.
Elle est située hors unité urbaine et hors attraction des villes,.

### Occupation des sols
L'occupation des sols de la commune, telle qu'elle ressort de la base de données européenne d’occupation biophysique des sols Corine Land Cover (CLC), est marquée par l'importance des territoires agricoles (54,1 % en 2018), une proportion sensiblement équivalente à celle de 1990 (54,4 %). La répartition détaillée en 2018 est la suivante : 
terres arables (41,2 %), forêts (30,9 %), prairies (11,4 %), zones urbanisées (8,8 %), eaux continentales (6,2 %), zones agricoles hétérogènes (1,4 %). L'évolution de l’occupation des sols de la commune et de ses infrastructures peut être observée sur les différentes représentations cartographiques du territoire : la carte de Cassini (XVIIIe siècle), la carte d'état-major (1820-1866) et les cartes ou photos aériennes de l'IGN pour la période actuelle (1950 à aujourd'hui).

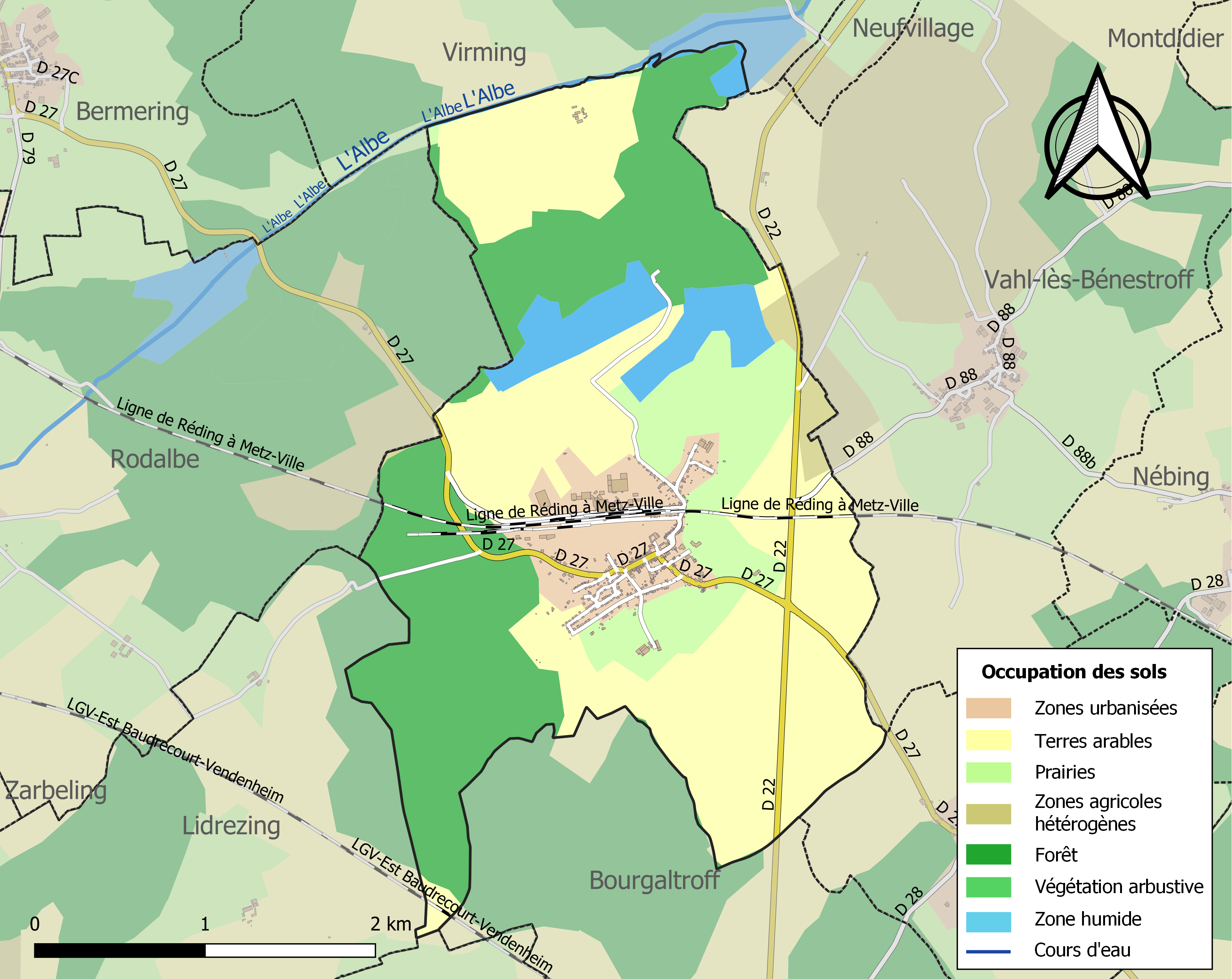
Carte des infrastructures et de l'occupation des sols de la commune en 2018 (CLC).

## Toponymie
Formation toponymique mérovingienne ou carolingienne, attestée en 1300 sous la forme Benestorf.

Puis: Bennestorf (1398), Benschdorff (1513), Benestorff (1793 et 1801), Bensdorf (1871-1918).
L'appellatif vieil allemand -torf a le sens de « village » (allemand Dorf, « village ») et son équivalent en Lorraine romane est -ville. Le premier élément est, comme c'est le cas la plupart du temps, un anthroponyme germanique : Penno ou Benno. Homonymie avec Bendorf (Haut-Rhin, Pennendorf 1148).
Le gentilé des habitants, les Bénespériens est en rapport avec la colline surplombant la commune : le Bénesperd (Benesberg).

## Histoire
Ancien fief du bailliage d'Allemagne. 

L'origine de Bénestroff remonte à l'époque gallo-romaine. La « table de Peutinger » et les vestiges retrouvés vers 1890 à l'emplacement de l'ancien cimetière autour de l'église attestent l'existence d'une communauté peu importante (une villa rustica ?) en un lieu appelé Bonconica. Toujours selon la table de Peutinger, Bonconica était la première halte sur le chemin menant de Moguntiacum (Mayence) à Argentoratum (Strasbourg).
Au fil des siècles la communauté s'est développée, toujours sous le même nom, jusqu'au haut Moyen Âge. Les fouilles archéologiques de 1890, ont également permis la découverte de tombeaux mérovingiens. 
Devenant un bourg du royaume d'Austrasie (511-751), c'est à cette période que le village est christianisé, les tombes retrouvées semblent l'attester.
Les écrits de saint Boniface à la même époque parleraient de Bonconica[réf. nécessaire]. Le saint aurait voulu édifier une abbaye dans la forêt surplombant le village. Finalement, l'abbaye est construite à Saint-Avold, à une trentaine de kilomètres de là. Cette anecdote nous est rapportée par Sigebert de Gembloux dans son Relevé des paroles de saint Boniface.
À partir de 751, Metz devient le berceau de la dynastie carolingienne. Bonconica devient à son tour un bourg de ce royaume.
Cette période reste peu connue. Seules les traces de fours à chaux sont attestées vers 1093.
Cette année-là, la localité change de nom et devient Bovenestroff[réf. nécessaire].
Passé sous le patronage des évêques de Metz, ces derniers demandent à un prénommé Gérard d'en être le seigneur.
En 1186 est sous l'autorité de Conrad et son nom est mentionné sous la forme Bennestorff.
Le XIIe siècle sera également marqué par un changement d'autorité supérieure. Les évêques échangent ou vendent le village aux ducs de Lorraine tout en se gardant le droit d'hommage-lige (en cas de conflit entre les ducs et les évêques, le seigneur du lieu doit se rallier aux évêques). En 1300, Jacques de Varsberg sera confronté à cela et reprend la seigneurie de Bénestroff au nom du duc de Lorraine.
En 1294, l'église est léguée aux sœurs bénédictines de Vergaville. Réalisé par Geoffroy, écuyer du duc de Meysenbach, et sa sœur Guepela, ce don est approuvé par l'évêque de Metz par trois fois : en 1294 donc, en 1308 et en 1383 où les sœurs ont la charge perpétuelle de l'église.
En 1348, une épidémie de peste noire touche le village. Les conséquences semblent importantes. La trace de cette période réside en le lieu-dit « la Maladrerie ».
La graphie actuelle du nom de Bénestroff apparaît pour la première fois dans les textes en 1376.
Au XVIIe siècle, le village subit la guerre de Trente Ans (1618-1648). C'est des conséquences de ce conflit qu'est ordonnée la reconstruction du clocher de l'église paroissiale.
Le XVIIIe siècle est marqué par un élan du christianisme. Mise sous le patronage des saints Côme et Damien depuis l'épisode de peste de 1348, la paroisse est alors dotée de deux statues en bois polychrômé des saints guérisseurs et médecins. 
En 1730 est érigée une croix dans le cimetière. Financée par le seigneur de l'époque et sa femme, le mécène y a laissé son empreinte : « Laurent Duhamel et son épouse l'ont érigé pour Dieu — 1730 ».
À cette même époque, apparaissent les traces écrites de prêtres se faisant enterrer sous le maître-autel, bravant ainsi une interdiction du XIe siècle.
Les disettes et la Révolution passent. Restent les cahiers de doléances rédigés en 1789. Il y est rapporté que les villageois doivent toujours régler la dîme à l'évêque de Metz. Ils doivent également des tours de garde et d'autres services au seigneur comme la corvée au lieu-dit de « la Grande Corvée ».
Sous Napoléon, les Bénespériens sont favorables à l'Empereur. Certains sont décorés de la Légion d'honneur, 7 le suivront en exil à Sainte-Hélène.
Linguistiquement, cette commune était germanophone et francophone en 1843.
Au XIXe siècle, les benespériens étaient surnommés « les morious » (les maures en patois) du fait du nombre important de marchands de charbon (probablement dû à la place importante des chemins de fer sur la commune). Ce charbon était fait à l’aide du bois des forêts environnantes. (Source : Paul Rohr, Blasons populaires et autres survivances du passé. Curiosités folkloriques du pays messin et de la région lorraine, Nice, 1970).

## Politique et administration
| Période                                  | Période   | Identité           | Étiquette | Qualité             |
| ---------------------------------------- | --------- | ------------------ | --------- | ------------------- |
| Les données manquantes sont à compléter. |           |                    |           |                     |
| 1971                                     | mars 1989 | Georges Steiner    |           |                     |
| mars 1989                                | mars 2008 | Jean-Marie Klysnin | DVD       |                     |
| mars 2008                                | 2020      | Paul Piotrowski    |           |                     |
| 2020                                     | En cours  | Francis Jayer      |           | Retraité de la SNCF |

## Démographie
L'évolution du nombre d'habitants est connue à travers les recensements de la population effectués dans la commune depuis 1793. Pour les communes de moins de 10 000 habitants, une enquête de recensement portant sur toute la population est réalisée tous les cinq ans, les populations de référence des années intermédiaires étant quant à elles estimées par interpolation ou extrapolation. Pour la commune, le premier recensement exhaustif entrant dans le cadre du nouveau dispositif a été réalisé en 2005.

En 2022, la commune comptait 518 habitants, en évolution de −5,82 % par rapport à 2016 (Moselle : +0,52 %, France hors Mayotte : +2,11 %).
| 1793 | 1800 | 1806 | 1821 | 1831 | 1836 | 1841 | 1846 | 1851 |
| ---- | ---- | ---- | ---- | ---- | ---- | ---- | ---- | ---- |
| 230  | 233  | 312  | 211  | 308  | 375  | 412  | 400  | 360  |

| 1856 | 1861 | 1871 | 1875 | 1880 | 1885 | 1890 | 1895 | 1900 |
| ---- | ---- | ---- | ---- | ---- | ---- | ---- | ---- | ---- |
| 345  | 350  | 303  | 335  | 496  | 386  | 346  | 368  | 403  |

| 1905 | 1910 | 1921 | 1926 | 1931 | 1936 | 1946 | 1954 | 1962 |
| ---- | ---- | ---- | ---- | ---- | ---- | ---- | ---- | ---- |
| 381  | 491  | 418  | 423  | 397  | 422  | 457  | 508  | 557  |

| 1968 | 1975 | 1982 | 1990 | 1999 | 2005 | 2006 | 2010 | 2015 |
| ---- | ---- | ---- | ---- | ---- | ---- | ---- | ---- | ---- |
| 609  | 554  | 565  | 587  | 516  | 497  | 474  | 533  | 543  |

| 2020 | 2022 | - | - | - | - | - | - | - |
| ---- | ---- | - | - | - | - | - | - | - |
| 523  | 518  | - | - | - | - | - | - | - |

## Économie
Fromagerie connue pour son munster, son brie, son ovale et d'autres fromages.

## Culture locale et patrimoine

### Lieux et monuments

#### Édifices civils
- Statues de saint Côme et de saint Damien : bois polychromes du XVIIe siècle, inscrites aux Monuments historiques par la CRPA de mai 2019.
- Verrières de Jacques le Chevallier (1957-1958-1959) inscrites au parcours De Mille éclats réalisé par la Fondation Solange Bertrand en 2007 ;
- La gare (construite vers 1885) : complexe important de passage sur la ligne Strasbourg-Metz. Tombée malheureusement en désuétude... Monument architectural construit sous l'Empire allemand, de modèle « Bénestroff 1 ». Des études historique et photographique ont été réalisées par les services de l'Inventaire du département de la Moselle en septembre 2006. Fermeture de la gare (mais pas de l'arrêt) le 22 octobre 2006. Destruction du bâtiment commencée le 30 octobre 2007, à 8 h 30 du matin ;
- Monument aux morts de la guerre 1914-1918 ;
- Tombes du Commonwealth ;
- Étangs du XIIIe siècle qui ont favorisé un temps le développement économique du village grâce à la pisciculture ;
- Forêt domaniale ;
- Bénéspert (de l’allemand « Bensberg » colline dominant le village), colline historique de la commune

#### Édifice religieux
- L'église Saint-Côme-et-Saint-Damien (18e, remaniée aux 19e et 20e siècles), vitraux de Jacques Le Chevallier ;

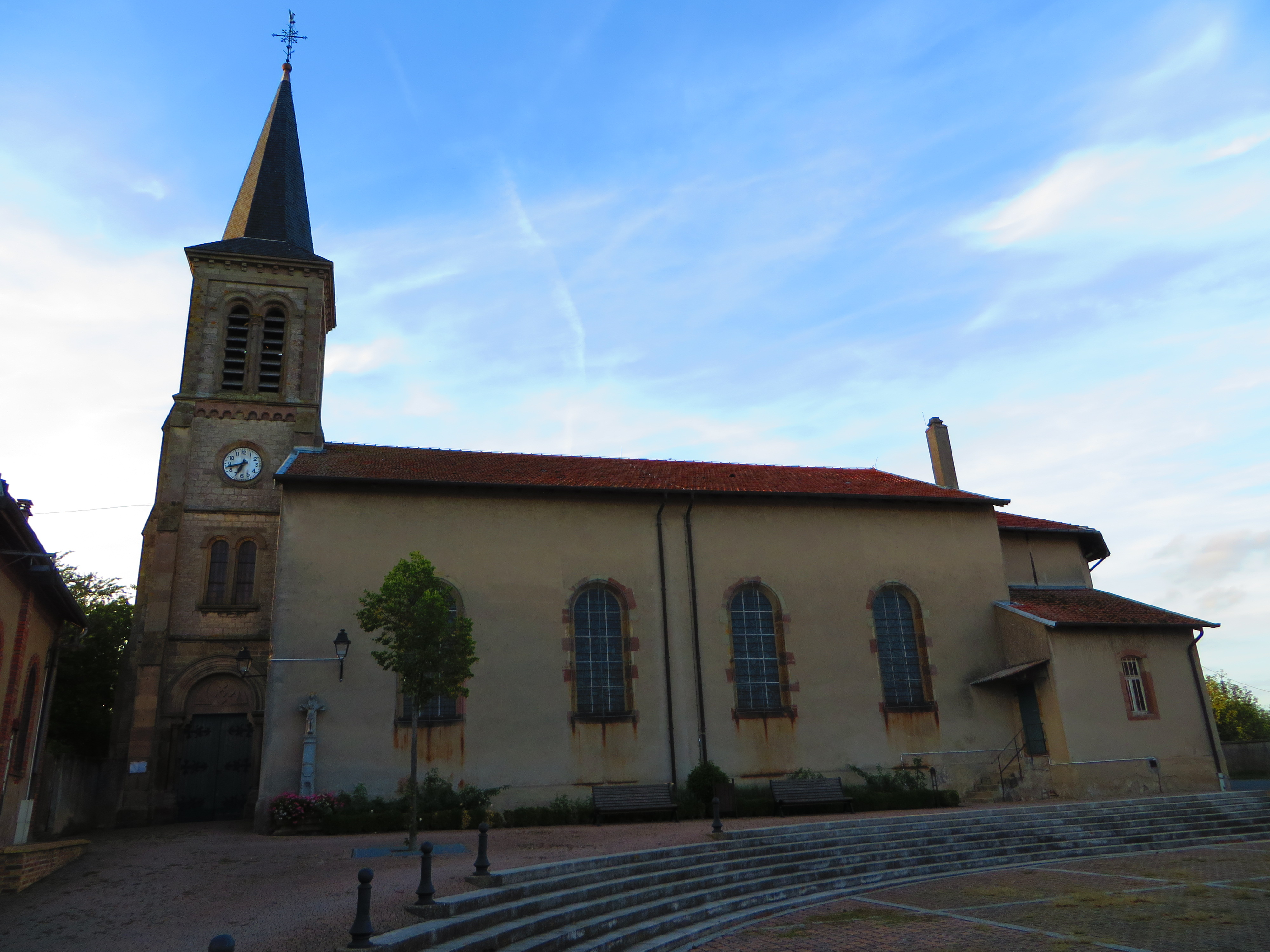
L'église Saint-Cômes-et-Saint-Damien.

### Patois
- Bénestroff est située sur la frontière linguistique mosellane.

### Personnalités liées à la commune
- Jacques Le Chevallier.

### Héraldique
| Blason de Bénestroff | Blason  | De gueules à trois chevrons d'argent ; sur le tout, d'or au sautoir de sable. |
| Blason de Bénestroff | Détails | Le statut officiel du blason reste à déterminer.                              |

## Pour approfondir